# SX-10
SX-10 est un groupe américain de rock.

## Histoire
SX-10 a été formé en 1996 à Los Angeles, en Californie, par Sen Dog, membre de Cypress Hill. Selon Sen Dog, SX-10 a été formé parce qu'il voulait jouer un style de musique différent. SX-10 sort son premier album, Mad Dog American, le 6 juin 2000. DJ Muggs, Everlast, Mellow Man Ace, Eric Bobo et les Kottonmouth Kings y sont invités. Les membres Andy Zambrano et Jeremy Fleener participent également à l'album  Stoned Raiders de Cypress Hill en 2001. En 2006, Sen Dog déclare que SX-10 travaillerait sur un deuxième album.

## Discographie
- 2000 : Mad Dog American
- 2006 : Temple of Tolerance (Unreleased)
- 2008 : EP